# Daniela Zeiser
Daniela Zeiser (12 settembre 1983) è un'ex sciatrice alpina austriaca.

## Biografia
Originaria di Lassing e attiva in gare FIS dal novembre del 1998, la Zeiser debuttò in Coppa Europa il 19 gennaio 2000 quando giunse 30ª nella discesa libera di Haus. Nel 2004 conquistò la sua prima vittoria in Coppa Europa (nonché primo podio), 13 marzo sulle nevi spagnole della Sierra Nevada in slalom speciale, ed esordì in Coppa del Mondo, a Semmering piazzandosi 27ª nella medesima specialità. Nelle stagioni seguenti ottenne altri due successi in Coppa Europa, entrambi in supergigante: a Roccaraso il 7 marzo 2005 e a Sankt Moritz il 13 gennaio 2006.
Il 16 gennaio 2007 salì per l'ultima volta sul podio in Coppa Europa, a Sankt Moritz in supercombinata (2ª), il 24 febbraio successivo ottenne il miglior piazzamento in Coppa del Mondo, a Sierra Nevada in slalom gigante (9ª), e il 18 marzo seguente prese per l'ultima volta il via nel massimo circuito internazionale, a Lenzerheide in slalom gigante senza completare la gara. Si ritirò al termine di quella stessa stagione 2006-2007 e la sua ultima gara fu lo slalom gigante dei Campionati austriaci 2007, disputato il 22 marzo a Hinterstoder e chiuso dalla Zeiser al 5º posto; in carriera non prese parte a rassegne olimpiche o iridate.

## Palmarès

### Coppa del Mondo
- Miglior piazzamento in classifica generale: 73ª nel 2007

### Coppa Europa
- Miglior piazzamento in classifica generale: 3ª nel 2005
- 9 podi:
  - 3 vittorie
  - 3 secondi posti
  - 3 terzi posti

#### Coppa Europa - vittorie
| Data            | Località      | Paese    | Specialità |
| --------------- | ------------- | -------- | ---------- |
| 13 marzo 2004   | Sierra Nevada | Spagna   | SL         |
| 7 marzo 2005    | Roccaraso     | Italia   | SG         |
| 13 gennaio 2006 | Sankt Moritz  | Svizzera | SG         |

Legenda:

SG = supergigante

SL = slalom speciale

### Campionati austriaci juniores
- 3 medaglie[1]:
  - 1 oro (combinata nel 2000)
  - 1 argento (slalom gigante nel 2000)
  - 1 bronzo (discesa libera nel 2000)